# Rijkerswoerdse Plassen
De Rijkerswoerdse Plassen is een Nederlands recreatiegebied in de provincie Gelderland. Gelegen in de gemeente Overbetuwe, tussen de Arnhemse wijk De Laar en het Overbetuwse dorp Elst. Het maakt onderdeel uit van Park Lingezegen.
Het gebied bestaat uit twee plassen die zijn ontstaan door zandwinning sinds eind jaren 1970 en is vernoemd naar de buurtschap die tot de bouw van de Arnhemse wijk Rijkerswoerd er nabij gelegen was. Het gebied bestond voor de zandwinning uit agrarische gronden. De plas wordt beheerd en geëxploiteerd door Recreatieschap Overbetuwe.
De westelijke plas, de grootste, is de eerste plas waarmee werd begonnen met de afgraving. Dit gebeurde tot vanaf de hoek kerkstraat / Rijkerswoerdse straat. Voordat men tot de Rijksweg kon afgraven, werd in de jaren 80 begonnen met de oostelijke plas. Nadat ook de westelijke plas werd uitgebreid, kwam hier ook een recreatieterrein. Ten zuiden van de westelijke plas is nog een zanddepot aanwezig. De recreatieplas wordt gebruikt voor talloze doeleinden zoals zwemmen en watersporten. Men vindt bij de plassen in de zomer vooral zonaanbidders. Op de stranden zijn speelvoorzieningen, kiosken en toiletvoorzieningen aanwezig. In de directe nabijheid is een golfbaan en een minigolfbaan gevestigd. Buiten het hoogseizoen kan de natuur van de plassen verder haar gang gaan. Ook bezoeken dagrecreanten vaak de plas, om te wandelen en de hond uit te laten. 
Ieder jaar vindt op de Rijkerswoerdse Plassen een nieuwjaarsduik plaats. Eens per jaar vindt er tevens aan de recreatieplas muziekfestivals plaats.

## Voorzieningen
- Parkeerterreinen
- Geautomatiseerde parkeergeldinning
- Fietsenstallingen
- Speelvoorzieningen
- Restaurant
- Beheerdersruimte
- Verkooppunt
- Toiletgebouw (incl. invalidentoilet)
- Buitendouche
- EHBO-ruimte
- Toeristisch overstappunt
- Outdoor Fitness Zone
- Golfbaan

## Bereikbaarheid
Rijkerswoerdse Plassen ligt aan de zuidkant van Arnhem en ten noorden van Elst. Naast de plassen bevinden zich de Rijksweg Noord - Batavierenweg, A325 en spoorlijn bij Schuytgraaf. Vanaf Station Arnhem Centraal rijden trolleybus lijn 2 en 6 of lijn 14  naar het recreatiegebied.

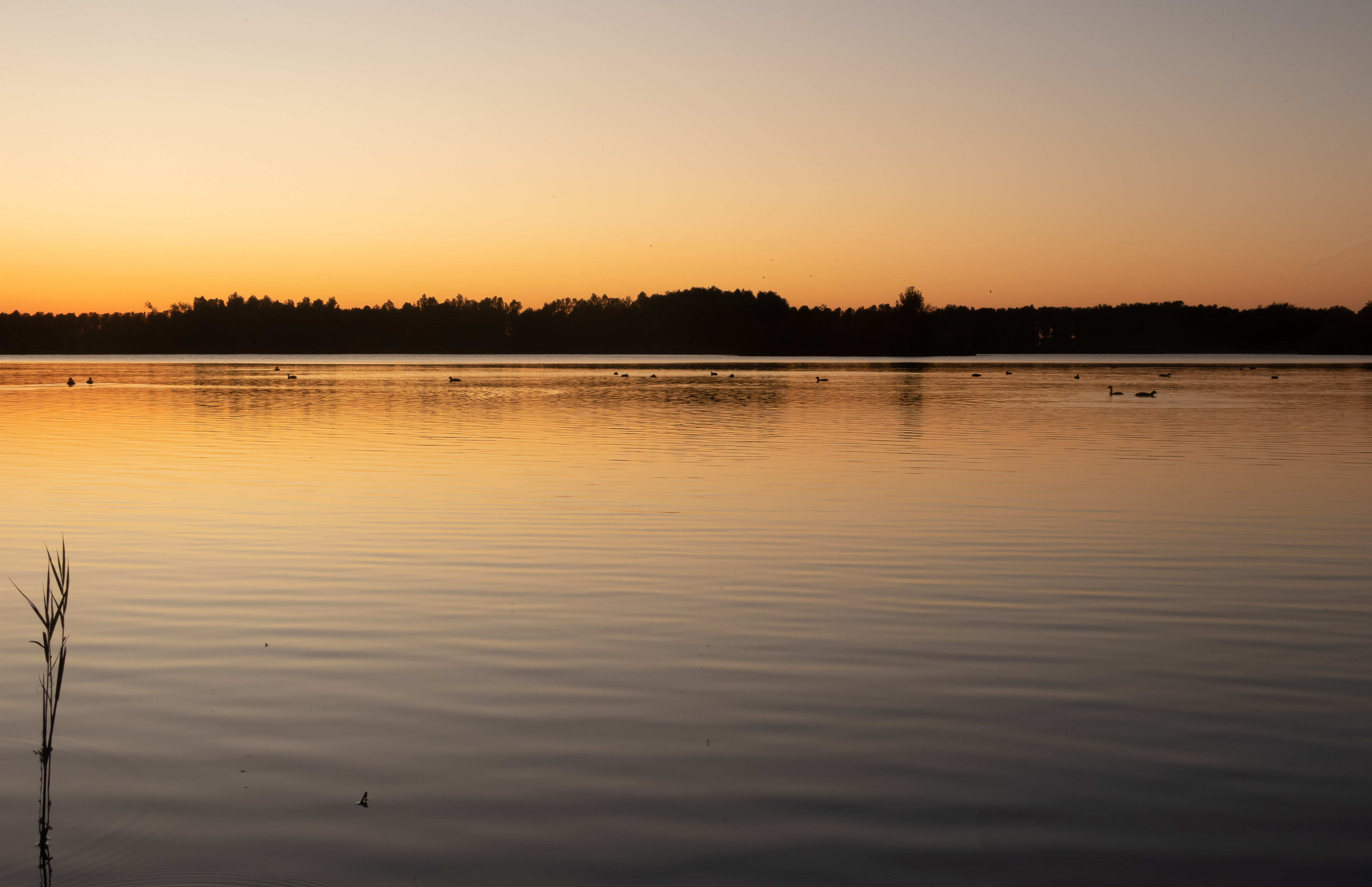
Rijkerswoerdse Plas net na zonsondergang
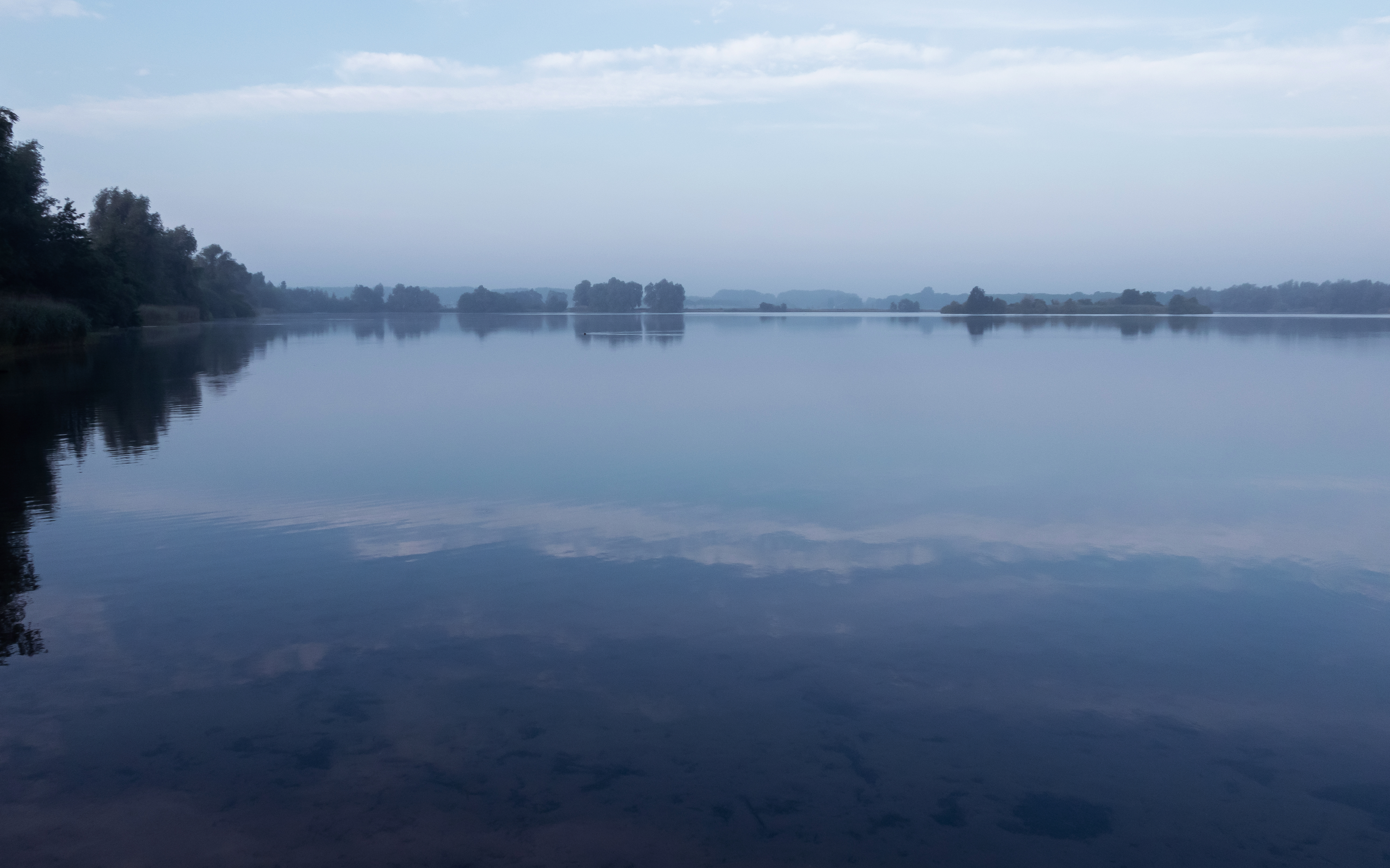
Westelijke Rijkerswoerdse Plas
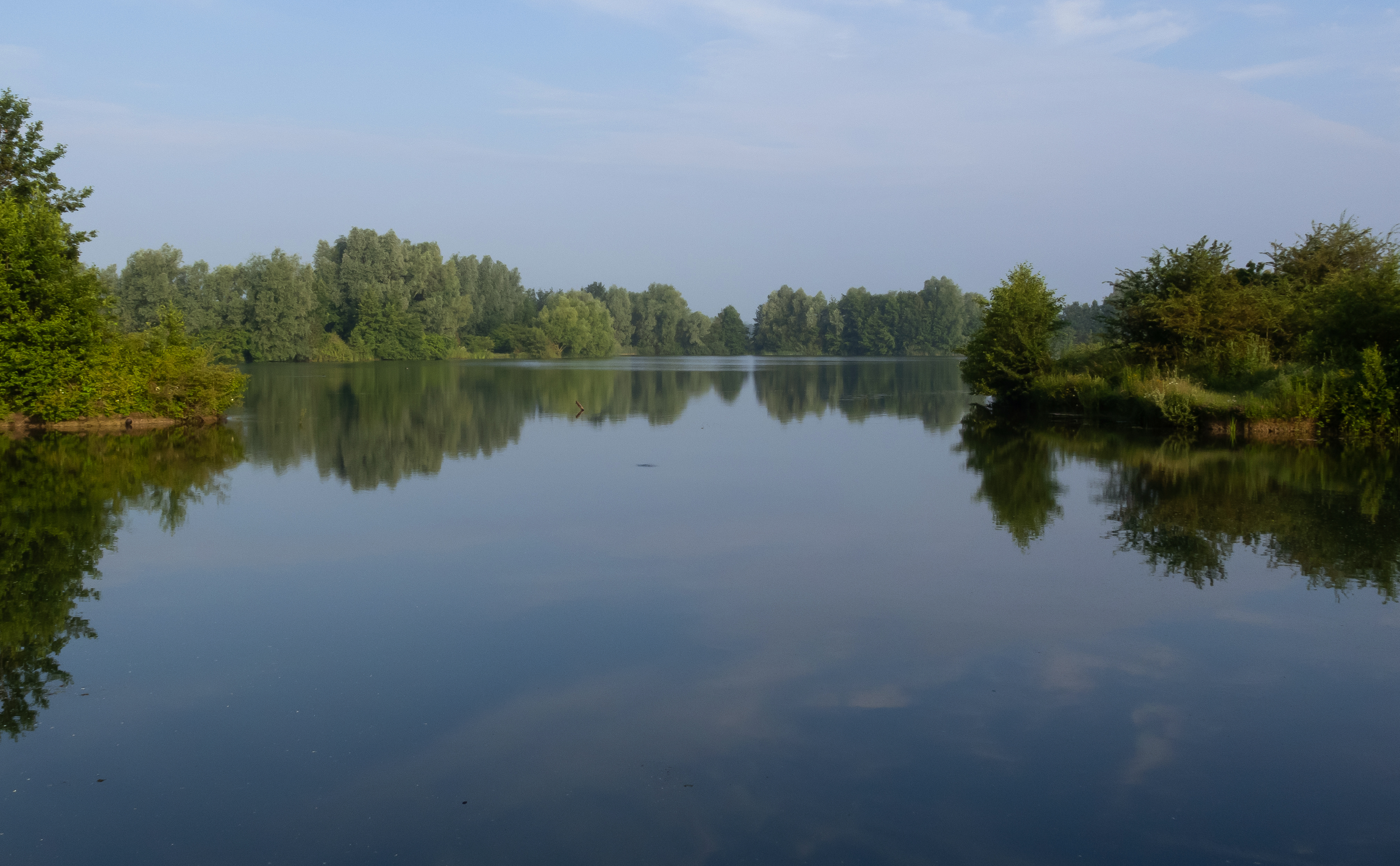
Oostelijke Rijkerswoerdse Plas